# Астероїди в художній літературі

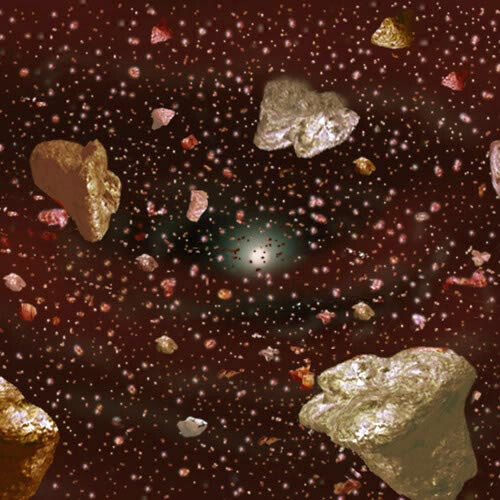
Концепція художника про щільний астероїдний пояс

Астероїди з'являються в художній літературі ще з кінця 1800-х років, хоча перший з них — Церера — була відкрита ще в 1801 році. Спочатку письменники рідко використовували астероїди у своїх творах, надаючи перевагу планетам як місцям для розвитку подій. Однією з популярних теорій, яка з'явилася ще в 19 столітті, є так звана гіпотеза Фаетона. Вона стверджує, що астероїдний пояс між Марсом і Юпітером — це рештки колишньої п'ятої планети, яка зруйнувалася в результаті катастрофи. В науковій фантастиці ця уявна планета часто називається «Бодія», на честь астронома Йоганна Елерта Боде. Він створив так званий закон Тіциуса-Боде, який колись передбачав існування такої планети в цій частині Сонячної системи, але згодом цей закон був спростований.

## Історія
До початку 1900-х років астероїди почали з'являтися в літературі значно частіше. У багатьох творах астероїдний пояс зображувався як місце, де астероїди так близько один від одного, що це ускладнює подорожі по космосу, хоча з часом це зображення стало менш поширеним, оскільки письменники почали зображати більш реалістичну щільність. Оскільки астероїди дуже малі, вони зазвичай не зображуються як населена територія — хоча в деяких творах вони все ж таки є придатними для життя. У інших випадках астероїди стають придатними для життя завдяки діяльності людей, наприклад, через тераформування або порожнину, створену всередині астероїда для житлових умов. Така ідея також використовувалася для перетворення астероїдів на космічні кораблі. Діяльність людей в астероїдному поясі часто з'являлася в науковій фантастиці ще в 1900-х роках, особливо у вигляді видобутку корисних копалин з астероїдів. Тематика космічного піратства також з'явилася приблизно в той самий час. У творах, де астероїдний пояс населений людьми, його часто зображують як місце, схоже на Дикий Захід, з його законами й порядками.
Загроза ударів астероїдів стала постійною темою в літературі, особливо після закінчення Другої світової війни, коли тривога через можливість ядерної катастрофи перенеслася на інші глобальні загрози. Популярність цієї теми зросла після публікації гіпотези Альвареса в 1980 році, яка пропонувала, що вимирання динозаврів було спричинене ударом великого астероїда або комети. Ця ідея стала основою для численних науково-фантастичних творів, у яких астероїди відіграють важливу роль у розвитку сюжету. Ще однією вражаючою подією стало зіткнення комети Шумейкерів-Леві 9 з Юпітером у 1994 році, що показало, наскільки реальною може бути загроза від космічних об'єктів для нашої планети. В літературі часто зображуються спроби змінити траєкторії астероїдів, щоб уникнути катастрофи, або навіть навмисне викликання таких зіткнень для досягнення певних цілей.

## Залишки планети
Перший астероїд, Церера, була відкрита Джузеппе Піацці в 1801 році. Однак упродовж наступних десятиліть астероїди майже не з'являлися в художній літературі, оскільки письменники часто обирали планети як основні місця для дії своїх історій. У 1802 році, коли німецький астроном Генріх Олберс відкрив другий астероїд — Паллас, він запропонував гіпотезу, що астероїди можуть бути залишками планети, яку передбачав закон Тіциуса-Боде. Ця ідея стала популярним поясненням існування астероїдного поясу, хоча з часом її замінила інша теорія, згідно з якоюастероїдний пояс між Марсом і Юпітером — це рештки колишньої п'ятої планети, яка зруйнувалася в результаті катастрофи. В астрономії ця гіпотетична планета відома як Фаетон, а в науковій фантастиці часто зветься «Бодія». Одним із перших науково-фантастичних творів, що згадує цю гіпотезу, став роман Роберта Кромі «Тріск Катастрофи» (1895). У ньому автор описує катастрофу, спричинену вивільненням енергії, накопиченої в атомних ядрах кілька тисяч років тому.
Після винаходу атомної бомби в 1945 році тема руйнування планет набрала популярності, оскільки з'явився реалістичний спосіб зображення катастрофічних подій. У романі Роберта Гайнлайна «Космічний кадет» (1948) йдеться про те, що п'ята планета була знищена внаслідок ядерної війни. У короткому оповіданні Рея Бредбері «Сон посеред Армагеддону» (також відоме як «Можливо, у сні»), опублікованому того ж року, привиди колишніх ворогуючих сторін заселяють свідомість астронавта, який застряг на астероїді. У 1950-х роках багато творів використовували ідею знищення планети як попередження про небезпеку ядерної зброї. Одним із таких творів стало оповідання Джозефа Джоркена «Боги з глини» (1954), а також роман Джеймса Бліша «Заморожений рік» (1957), в якому описано наслідки ядерного вибуху. В серії Джек Вільямсона «Сітті» (1942—1951) причина руйнування планети — це вибух антиматерії, а в оповіданні Теодора Когсвелла «Тестова зона» (1955) знищення відбувається через ядерне випробування, проведене марсіанами. У романі Гайнлайна «Між планетами» (1951) йдеться про втрату технології, що спричинила катастрофу. В «Незнайомці в дивному краї» (1961) Гайнлайн також згадує, що планета була знищена марсіянами, але у цьому випадку причина катастрофи пов'язана з надприродними силами. У романі Джеймса Хогана «Спадок зірок» (1977), першому в серії «Гіганти», знову з'являється тема знищеної п'ятої планети, яку тут називають «Мінерва», і її руйнування також приписується ядерній війні.

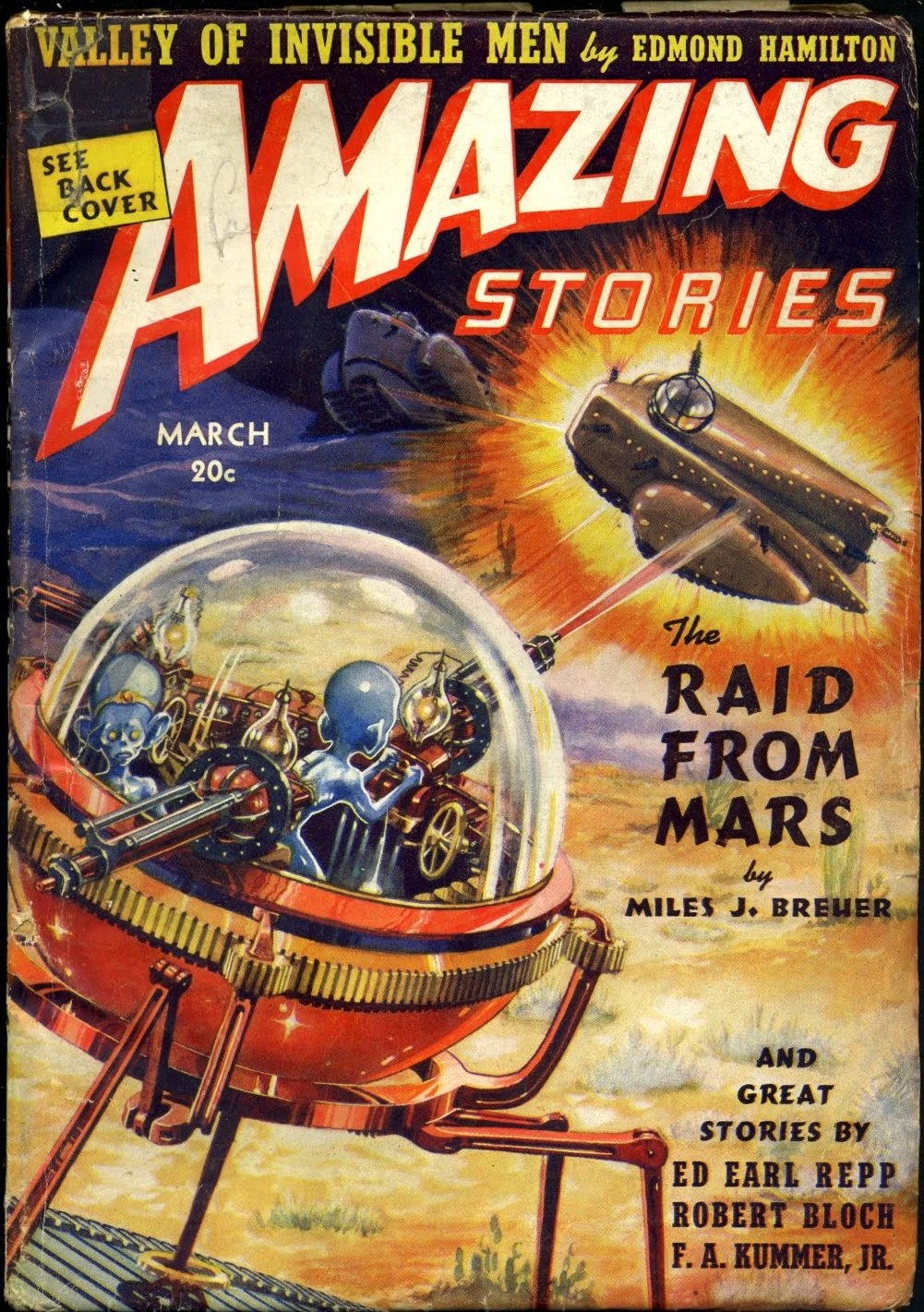
1939 Березневий номер журналу «Дивовижні історії», де оповідання «В полоні у Вести» було вперше опубліковано

## Життя на астероїдах

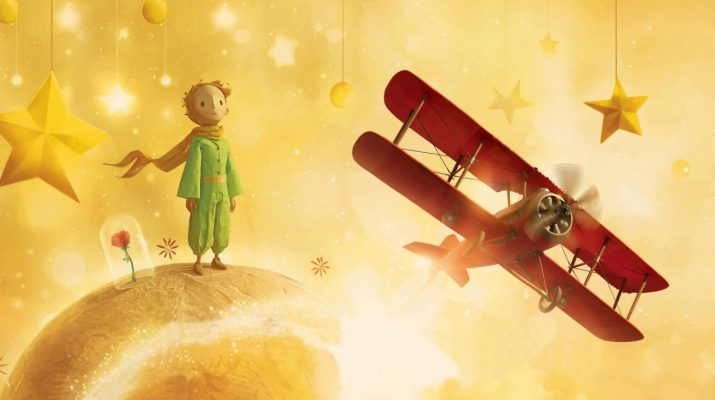
Астероїд — рідна планета головного героя. Антуан де Сент-Екзюпері «Маленький принц» (1943)

Позаземне життя на астероїдах з'являється в фантастиці рідше, ніж на інших небесних тілах, через їх малий розмір, але все ж існують твори, в яких ці об'єкти є місцем для життя. Одним з ранніх прикладів є коротке оповідання Костянтина Ціолковського «В полоні у Вести» (1896), де на астероїді існує розумне і технологічно розвинене життя. У творах Кларка Ештона Сміта («Володар астероїда», 1932) та Едмона Гамільтона («Жах на астероїді», 1933) астероїди стають місцем, де люди стикаються з ворожими інопланетянами.
У романі Едена Філпотса «Саурус» (1938) головний герой — ящір, який приїхав на Землю з астероїда в яйці. У відомій книзі Антуана де Сент-Екзюпері «Маленький принц» (1943) астероїд є рідною планетою головного героя. У короткому оповіданні Пола Андерсона «Сад у Пустці» (1952) на астероїді розвивається інопланетне рослинне життя, яке робить його не лише придатним для життя, а й справжнім раєм. В оповіданні Філіпа Діка «Пайпер у лісі» (1953) жителі астероїда стверджують, що бути рослиною краще, ніж бути людиною.
У короткому оповіданні Айзека Азімова «Говорячий камінь» (1955) з'являється кремнієвий організм, що мешкає на астероїді. У романі Фредеріка Брауна «Бунтар у космосі» (1957) астероїд виявляється живим. Ідея про те, що астероїди можуть містити мікробне життя, зокрема небезпечні патогени, також іноді використовується в науковій фантастиці, де ці організми можуть бути перенесені на Землю через зіткнення астероїда з планетою або через астронавтів.

## Присутність людини
Перетворення астероїдів на великі космічні кораблі, є популярною темою в науковій фантастиці. У романі Маррі Лайнстера «Плачучий астероїд» (1960) астероїд використовується як космічний транспортний засіб. У романі Фредеріка Пола «Брама» (1977) та його продовженнях астероїд, що обертається під незвичним кутом дев'яносто градусів до площини екліптики, виявляється змінений інопланетянами давно, і це відкриває нові можливості для дослідження космосу. У романі Джорджа Зебровського «Макрожиття» (1979) людство використовує численні астероїди як космічні кораблі для міжзоряних подорожей. У романі Грега Біра «Еон» (1985) також з'являється модифікований інопланетянами астероїд. В унікальному романі Памели Сарджент «Сім'я Землі» (1983) астероїд використовується як корабель, призначений для освоєння нових світів. У книзі Джорджа Зебровського «Брутальні орбіти» (1998) астероїди використовуються як в'язниці в міжзоряному просторі, де ув'язнені стикаються з неймовірними умовами. У аніме-серіалі «Лицарі Сідонії» (2014—2015) астероїд 579 Сідонія перетворюється на ще один корабель, що дозволяє людині вижити та продовжити свій рід в умовах космічної ізоляції.